# Consolidated TBY Sea Wolf
Il Consolidated TBY Sea Wolf era un aerosilurante costruito dall'azienda aeronautica statunitense Consolidated Aircraft Corporation nel corso della prima metà degli anni quaranta.
Nato da un progetto realizzato all'origine dalla Vought, con il nome di XTBU-1 Sea Wolf, conobbe considerevoli ritardi nello sviluppo e nell'avvio alla produzione in serie ed alla fine venne impiegato dalla United States Navy solo nelle unità da addestramento.

## Storia del progetto
Il progetto del Sea Wolf nacque quando la Vought decise di preparare una propria proposta a fronte della richiesta per un nuovo aerosilurante avanzata dal Bureau of Aeronautics nel 1939; il velivolo (unitamente al progetto della Grumman, che avrebbe dato origine al TBF Avenger) ebbe la meglio su un folto gruppo di concorrenti e nell'aprile del 1940 fu oggetto di un ordine per la realizzazione del prototipo XTBU-1 che venne portato in volo il 22 dicembre 1941, due settimane dopo l'attacco di Pearl Harbor, ma in ritardo di sei mesi rispetto all'Avenger.

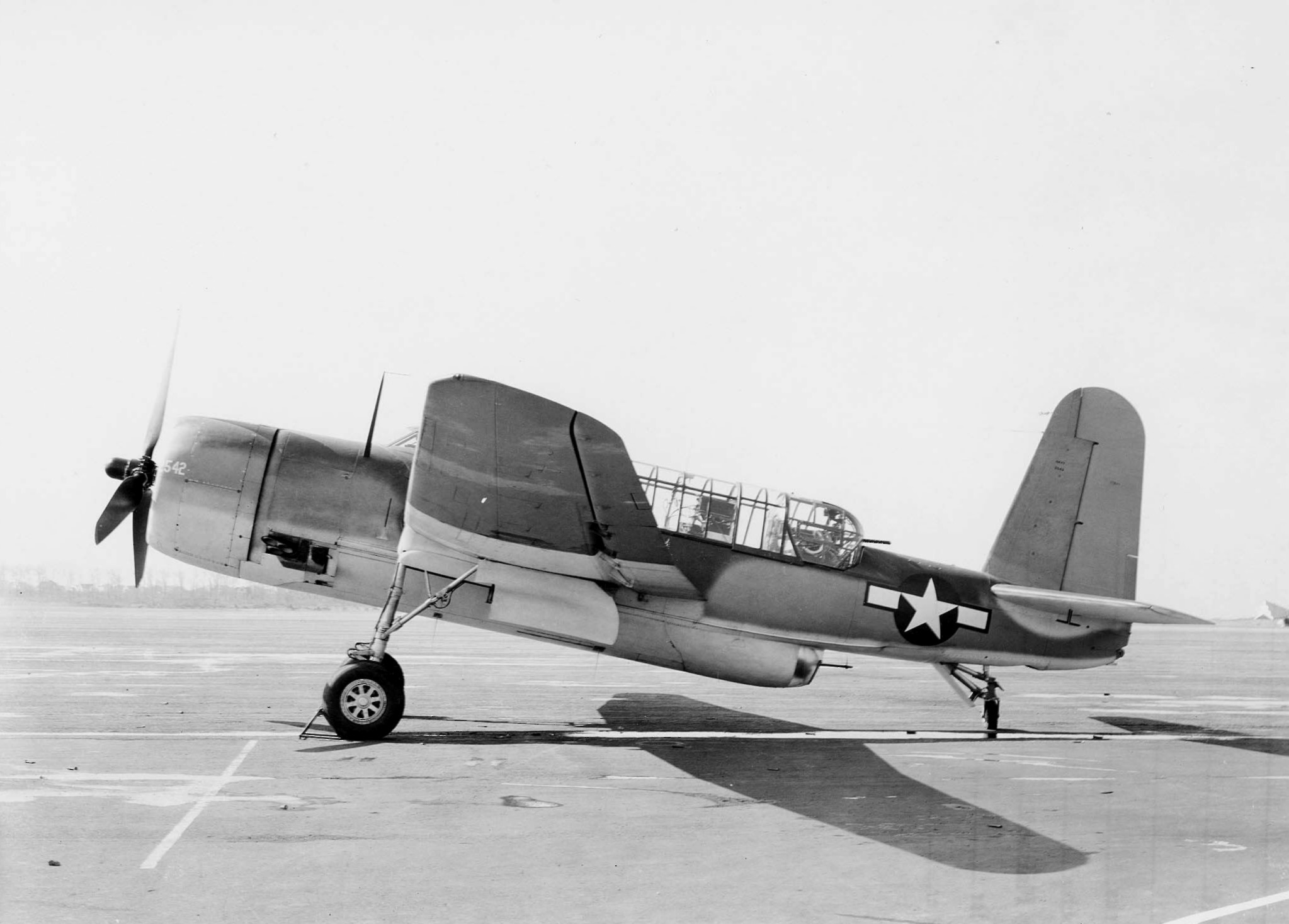
Il prototipo del Sea Wolf.

Il processo di valutazione del Sea Wolf subì in seguito ulteriori ritardi dovuti prima ad un incidente in fase di atterraggio presso la Naval Support Facility Anacostia e poi ad una collisione con un altro velivolo in fase di rullaggio.
Nel settembre del 1943 le prove di valutazione furono finalmente completate e l'U.S. Navy decise per l'acquisto del velivolo; l'ordine di produzione per 1 100 esemplari fu tuttavia assegnato alla Consolidated poiché la Vought non aveva le capacità produttive sufficienti, in quanto le catene di montaggio erano completamente dedicate alla realizzazione del caccia F4U Corsair, cui era garantita la massima priorità. Gli esemplari di serie ricevettero quindi, in base al sistema di designazione vigente, la denominazione TBY-2.
Anche in questo caso, tuttavia, la produzione venne assegnata all'impianto produttivo situato ad Allentown, in corso di completamento. I ritmi produttivi si rivelarono lenti e l'U.S. Navy ricevette il primo esemplare di serie solamente il 7 novembre del 1944.
All'epoca le sorti della guerra nel Pacifico volgevano decisamente a favore degli alleati e le necessità di nuovi velivoli si era fatta meno pressante. La marina decise quindi la cancellazione del contratto di fornitura dopo che solamente 180 Sea Wolf erano stati consegnati.

## Tecnica
Il Sea Wolf era un monoplano ad ala media, di costruzione interamente metallica. La fusoliera era caratterizzata dalla sezione ovale e dal lungo cupolino vetrato che ricopriva l'abitacolo nel quale erano alloggiati, uno dietro l'altro, i tre membri dell'equipaggio. Nella zona ventrale la fusoliera integrava il vano bombe.
Le ali avevano forma triangolare con il bordo d'entrata dritto, perpendicolare alla fusoliera, e bordo d'uscita disposto diagonalmente, rastremato verso l'estremità. A metà della loro lunghezza le ali erano ripiegabili, per agevolare lo stivaggio negli hangar delle portaerei, ed assumevano diedro positivo. Negli esemplari di serie, la semiala destra alloggiava un radome contenente l'antenna dell'apparato radar.
In coda l'impennaggio era di tipo classico, con lo stabilizzatore orizzontale collocato alla base della deriva dall'altezza pronunciata.
Il carrello d'atterraggio era di tipo triciclo posteriore, con le gambe di forza anteriori retrattili che, dotate di singola ruota, andavano a posizionarsi (con movimento in senso contrario a quello di marcia) all'interno dello spessore alare, riparate da un'apposita carenatura dalle dimensioni contenute.
Il motore del TBY-2 era il Pratt & Whitney Double Wasp, un radiale da 18 cilindri disposti a doppia stella e raffreddati ad aria, capace di sviluppare la potenza di 2 000 hp (pari a 1 492 kW); azionava un'elica tripala Hamilton Standard a passo variabile.
L'armamento era costituito da quattro mitragliatrici calibro 0.50 in (12,7 mm) di cui tre fisse (una sul lato destro della cappottatura del motore e due alloggiate in apposite carenature al di sotto delle semiali) ed una brandeggiabile (a disposizione del mitragliere nella postazione posteriore della cabina di pilotaggio); un'ulteriore arma di calibro 0.30 in (brandeggiabile) era disposta in un tunnel ventrale ricavato nella fusoliera al di sotto dell'abitacolo. Il carico di caduta era costituito da un siluro o, in alternativa, da 2 000 lb di bombe (pari a 908 kg).

## Impiego operativo

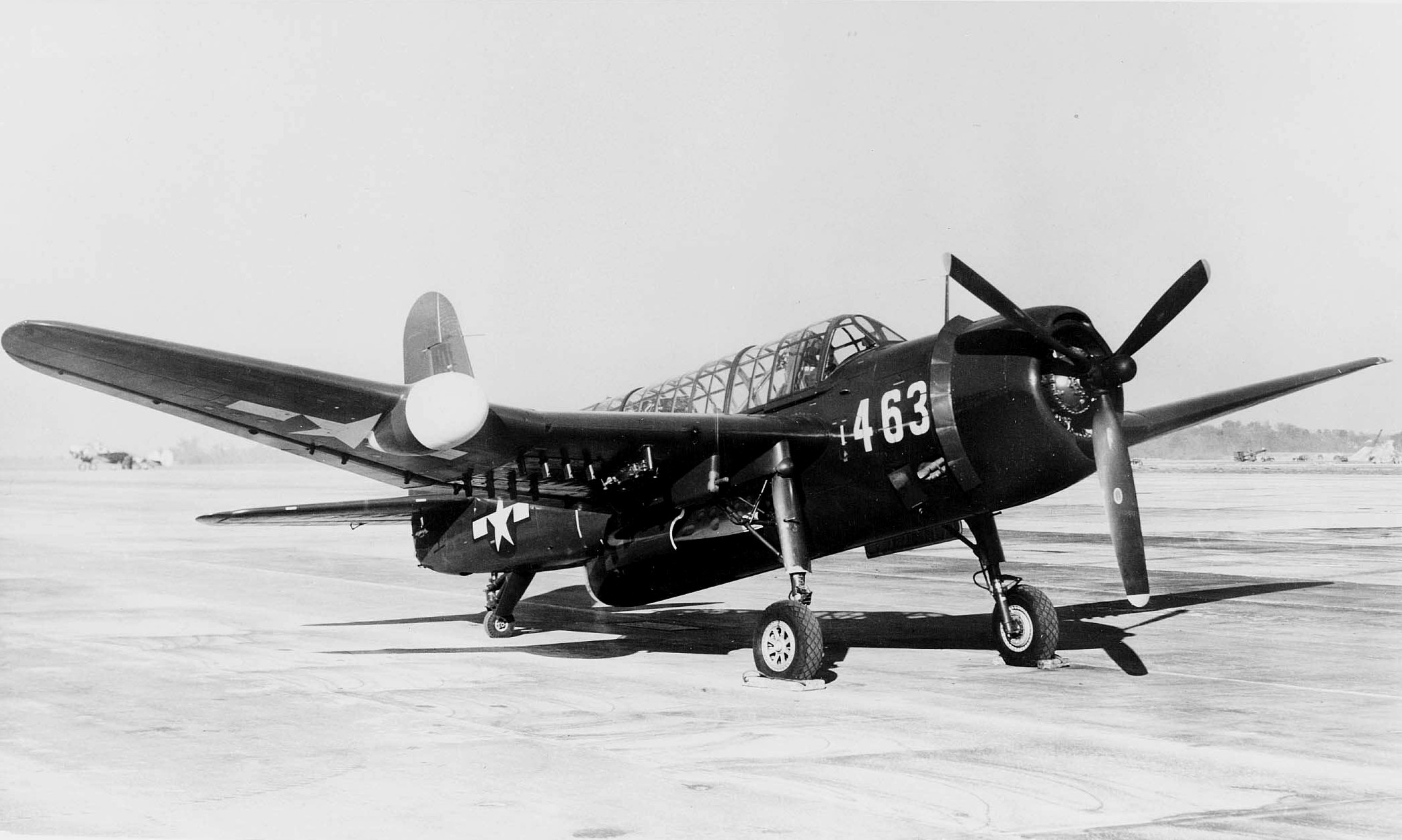
Un TBY-2: si notino il radome contenente il radar e gli attacchi subalari per l'armamento aggiuntivo.

Il primo reparto dell'U.S. Navy ad essere equipaggiato con i Sea Wolf fu il Torpedo Squadron VT-97, operativo a partire dal mese di aprile del 1945 ma il continuo presentarsi di problemi portò alla sostituzione dei Sea Wolf con gli Avenger.
I TBY vennero quindi trattenuti in madrepatria come velivoli da addestramento od in ruoli di utilità generale e nessuno di essi venne impiegato operativamente in operazioni di combattimento. Tutti i Sea Wolf furono dismessi poco dopo la fine della guerra; l'ultimo di essi sopravvisse solamente fino al 1947.

## Utilizzatori
Stati Uniti
- United States Navy

### Periodici
- (EN) Here and There - Sea Wolf in production, in Flight, Sutton, Surrey - UK, Reed Business Information Ltd., 8 marzo 1945,  p. 248. URL consultato il 18 agosto 2013.
- Nico Sgarlato, Sea Wolf torpedo bomber, in Aerei nella Storia, n. 95, Parma, West-Ward Edizioni, aprile/maggio 2014, ISSN 1591-1071 (WC · ACNP).